# 成熟と喪失
『成熟と喪失』（せいじゅくとそうしつ）は、江藤淳による日本の文芸評論である。「"母"の崩壊」という副題が付く。

## 概要
1967年に河出書房新社の単行本として発表され、のち1993年に文庫化された。
文庫版の巻末にある「著者から読者へ　説明しにくい一つの感覚」によると、江藤がアメリカのプリンストン大学への留学から帰国して1年と3か月が経過した1966年夏から書き始められた。
戦後に発表された日本の文芸作品五つを題材に、そこで描かれる「母性」を中心に論じており、「「成熟」するとは、喪失感の中に湧いてくるこの「悪」を引き受けることである」と本文にある通り、母子密着の強い日本型文化の中では、「母の崩壊」なくして「成熟」はあり得ない、というテーゼが貫かれている。真の近代思想と日本社会の近代化の実相のずれを指摘した、戦後日本の文芸評論の中でも重要な地位を占めた著作と名高い。
批評の対象となっているのは、安岡章太郎「海辺の光景」、小島信夫「抱擁家族」、遠藤周作「沈黙」、吉行淳之介「星と月は天の穴」、庄野潤三「夕べの雲」などの「第三の新人」の作品である。文庫版の解説は上野千鶴子が担当している。

## 書誌情報
- 『成熟と喪失 "母"の崩壊』河出書房新社、1967年6月